# 因凡特斯新镇 (雷阿尔城省)

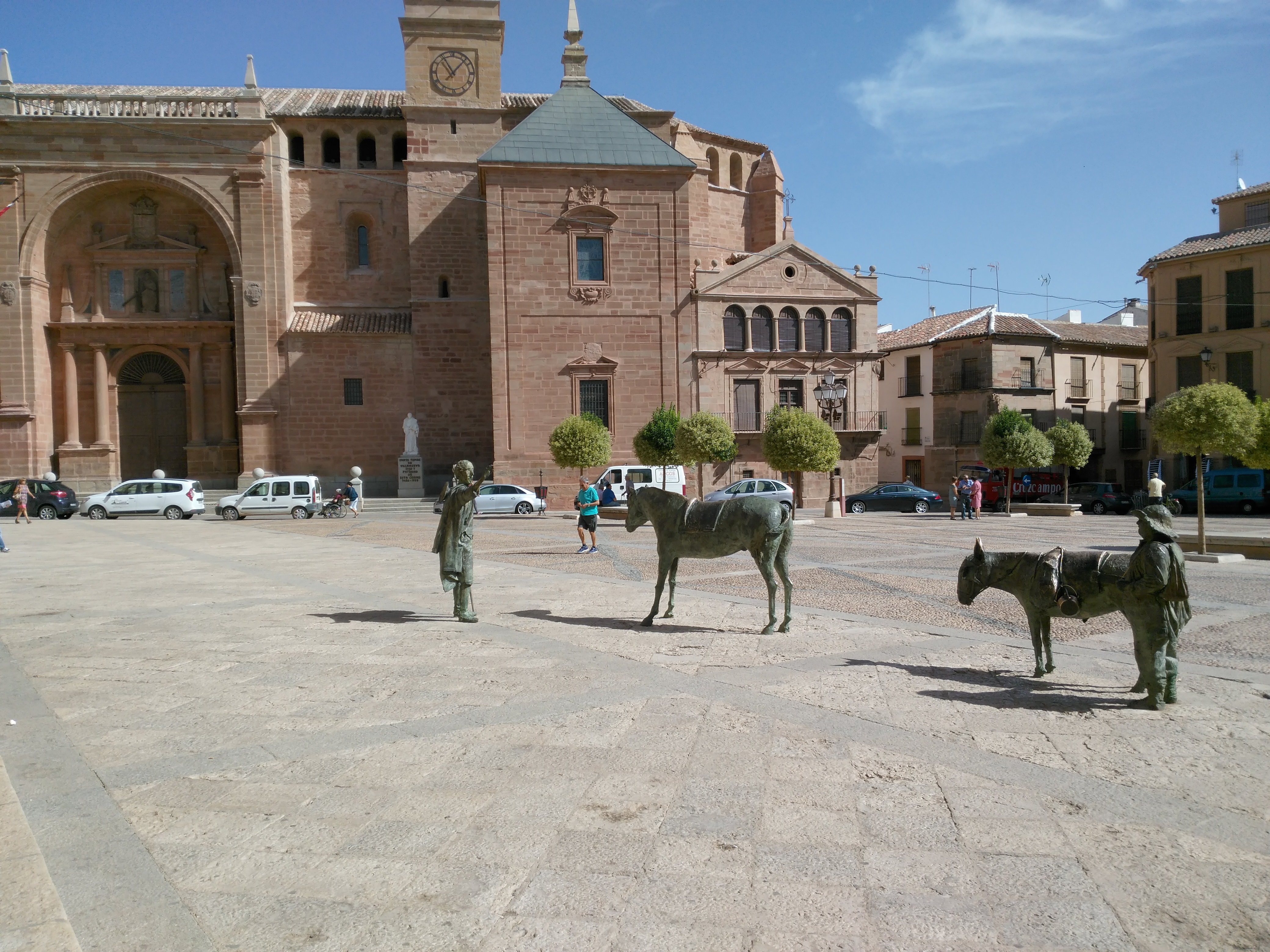
中心广场

因凡特斯新镇（西班牙語：Villanueva de los Infantes）是西班牙卡斯蒂利亚-拉曼恰自治区雷阿爾城省的市镇。市镇面积为135.06平方公里，2018年人口数量为5,030人。